# 김용완 (1904년)
김용완(金容完, 1904년 4월 9일~1996년 1월 17일)은 대한민국의 기업인이며 전직 정치인이다.

## 생애
그는 경방의 제4대 사장이었으며 김성수의 매제였다. 본관은 광산(光山)이다.
김성수의 누이동생 김점효와 결혼하였으며 경성방직(1970년 경방으로 사명 변경)의 4대 사장으로 1946년 취임해 1975년 명예회장으로 경영일선에서 물러날 때까지 경방의 경영을 이끌었으며 전국경제인연합회 회장을 6차례 지냈다.
1981년 국가원로자문회의 국정자문위원회 경제정책자문위원에 위촉되었다(~1984년). 1987년 11월 4일 총리공관에서 열린 만찬에 국무총리 김정렬의 초청을 받았다. 그 후 1988년에서 1989년까지 1년간 민주평화통일자문회의 원로정책자문위원을 지냈다.

## 사후·평가
2008년 8월 학술지 ‘한국사 시민강좌’ 하반기호(43호)에서 대한민국 건국 60주년 특집 ‘대한민국을 세운 사람들’  을 선발, 건국의 기초를 다진 32명을 선정할 때 법률, 경제 부문의 한사람으로 선정되었다.

## 상훈
- 1979년 12월 21일 연암문화재단 감사패

## 가족 관계
- 생부: 김응수(金膺洙)
- 생모: 양주 조씨(楊州 趙氏) 조중엽(趙重燁)의 딸[4]
  - 아내: 김점효(金占效, 1900년 6월 1일 ~ 1995년)- 인촌 김성수의 동생
    - 장남: 김각중(金珏中, 1925년 2월 26일 ~ 2012년 3월 17일- 전 (주)경방 명예회장이자 전국경제인연합회 명예회장)
    - 장녀: 김현중(金賢中, 1927년 1월 2일 ~ )
    - 사위: 이임성
    - 차녀: 김인중(金仁中, 1930년 2월 26일 ~ )
    - 사위: 성주호(1927년 2월 18일 ~ )
    - 삼녀: 김봉애(金奉愛, 1938년 6월 13일 ~ )
    - 사위: 한만청(1934년 10월 29일 ~ ,前 서울대학병원 원장)
    - 사녀: 김명애(金明愛, 1941년 6월 18일 ~ )
    - 사위: 이중홍(1941년 3월 25일 ~ ,(주)경방 회장)

## 참고 자료
- 김용완 前경방회장 탄신 100주년 추모식 《동아일보》(2004.5.27)
- 한국의 명문가문 제 10편 "김성수가" 《서프라이즈》(2005.10.10.)